# Crni sabat
Crni sabat ili vještičji sabat je ceremonija okupljanja praktikanata poganskih rituala. Najčešće se vezuje uz vještice.
Podatci o okupljanjima vještica na sabat datiraju još iz srednjega vijeka da bi tijekom 18. stoljeća, s razvojem prosvjetiteljstva, takve pojave uglavnom prestale biti gledane kao realne i preselile se u sferu pučkih legendā i bajkā.

## Etimologija
Riječ sabat prvi koristi Nikola Jacquerius u djelu "Bič opsjenarskih heretika" (Flagelum haereticorum fascinariorum, 1458.). Značenje riječi nije objašnjeno, ali pretpostavlja se da dolazi od izraza Sabazius, frigijskog božanstva, koji je katkad poistovjećen s grčkim bogom Dionizom, što sabat dovodi u korelaciju s drevnim orgijama, bakanalijama.

## Let na sabat
Prema vjerovanju, tzv. let na sabat bio je način da se stigne na veliki i prostorno udaljeni sastanak sa Sotonom. Takvi sastanci održavali su se noću na usamljenim mjestima. U prošlosti su se vodile rasprave o tome na koji način sudionici sabata dolaze prisustvovati sastancima, odnosno jesu li se na sabate prenosili u duhu ili tjelesno. Sveti Augustin (354. – 430.) je pisao da demoni mogu prenositi svoje štovatelje nevjerojatnom brzinom, dok su Sveti Toma Akvinski (o.1225. – 1274.) i Sveti Bonaventura (1221. – 1274.) vjerovali u mogućnost čarobnjačkih letova.
S obzirom da Sotona, kako se vjerovalo, imitira Božja djela i čuda, let vještica uspoređivao se s mističnim Pavlovim uznesenjem u treće nebo (2 Kor 12,2). Od 15. do 17. stoljeća, pojedini su znanstvenici nastojali empirijsski istražiti i objasniti prirodu vještičjeg leta, pa su ga nastojali predstaviti kao iluziju izazvanu drogama. Tvrdilo se da čarobnjaku i vještici za letenje služe razne masti kojima mažu tijelo, a koje pripremaju od tijela nekrštene djece. Agrippin učenik, Johann Weyer (1515. – 1588.) opisivao je pripremanje magijskih masti koje su se pripravljale kuhanjem djece u bakrenom loncu. Drugi autori dovodili su vještičji let u vezu s bilokacijom., a jedan od zagovornika te teorije bio je i okultist Julius Evola (1898. – 1974.) (Metafizika seksa).

## Vještičji kalendar
Prema vjerovanju, vještice su slavile poganski obred poznat kao kolo godine. Takvi poganski obredi simbolizirali su odnos čovjeka i prirode, ciklus godišnjih doba i rast i umiranje te ponovno rađanje svega u prirodi.
Središnja mjesta u sklopu vještičjeg kalendara činile su svetkovine sabata kojih je bilo osam raspoređenih tijekom godine, a uglavnom su odgovarali izmjenama godišnjih doba.
Prva svetkovina sabata održavala se 31. listopada i naziva se Samhain (poznata i kao Halloween, odnosno Noć vještica). Ova svetkovina označavala je službeni kraj ljeta i početak zime. To je noć kada je moguće najlakše uspostaviti vezu s duhovima.
Druga svetkovina, Jule, slavila se 21. prosinca, za vrijeme najdulje noći u godini. Prema poganskom vjerovanju, to je vrijeme gozbi i veselja, kada se kiti kuća i mlado drvo koje simbolizira novi početak.
Dana 31. siječnja slavila se Imbolc, Svijećnica.
Ostara ili proljetna ravnodnevnica slavio se 21. ožujka.
U noći s 30. travnja na 1. svibnja slavila se Valpurgina noć (Beltane). U to vrijeme održavao se jedan od najvažnijih crnih sabata u vještičjem kalendaru. U noći se pale krijesovi, procesije nose upaljene baklje, a vještice se skupljaju na svojim sastajalištima.
Početkom ljeta 21. lipnja slavila se svetkovina Litha ili ljetni solsticij. To je bila svetkovina obilja, plodnosti i čari prirode.
Sabat Lughnasadh ili Lamma slavio se 31. srpnja. To je magično doba za kojega se slavila plodnost zemlje i blagostanje zajednice; označavala je kraj jeseni.
Posljednji u nizu svetkovina slavio se jesenjski ekvinocij (Mabon), 23. rujna.